# اورنج گروو موبایل منور (آریزونا)
اورنج گروو موبایل منور (به انگلیسی: Orange Grove Mobile Manor) یک منطقهٔ مسکونی در ایالات متحده آمریکا است که در آریزونا واقع شده‌است. اورنج گروو موبایل منور ۰٫۱۶ کیلومتر مربع مساحت و ۲۰٬۸۳۷ نفر جمعیت دارد.